# Leandro Vilela
Leandro Vilela Sales Teixeira (Curitiba, 29 giugno 1995) è un calciatore brasiliano, centrocampista del Paysandu.

## Caratteristiche tecniche
È un mediano.

## Carriera
Cresciuto nel settore giovanile del Paraná, ha esordito in prima squadra il 31 maggio 2014 in occasione del match di Série B pareggiato 2-2 contro l'Oeste.